# Războinicul de jucărie
Războinicul de jucărie (engleză The Toy Warrior) este un film de animație coreean, creat de Kyung Won Lim.
Acesta a avut premiera și în România, pe data de 15 aprilie 2006 pe canalul Cartoon Network.

## Premisă
Tărâmul Jucăriilor este un tărâm al purii imaginației, condus de faimoasa păpușă Prințesa Sherbet. Dar când Misteriosul Întunecat amenință regatul de jucării, Sherbet călătorește în lumea reală în căutarea unui prinț războinic și eroic. Însă din nefericire, aceasta sfârșește cu copilul imaginativ și buclucaș Jinoo. Când Jinoo atinge din greșeală Piatra Războinică magică a lui Sherbet, copilul de clasa a șasea este dintr-o dată teleportat în Tărâmul Jucăriilor ca să devină puternicul Războinic de Jucărie. Ajutat de șovăitoarea Prințesă Sherbet, robotul polițist R.J și ghiozdanul uimitor de loial al lui Ping, băiețelul este gata să se joace Războinicul de Jucărie și să fugărească forțele întunecate în jurul peisajului de imaginație. Răul se împrăștie și acum atât lumea reală cât și sursa imaginației sunt în joc. Singura speranță o reprezintă un erou cu mare inimă, și anume Războinicul de Jucărie Jinoo.

## Voci
- Mona Marshall - Jinoo
- Julie Maddalena - Prințesa Sherbet
- Sandy Fox - Ping
- Kirk Thornton - R.J
- J.C. Henning – Mama lui Jinoo
- Peter Doyle – Tatăl lui Jinoo

## Legături externe
- Războinicul de jucărie la Internet Movie Database